# Empididae
Gli Empididi (Empididae Latreille, 1804) sono una famiglia cosmopolita di insetti dell'ordine dei Ditteri (Brachycera: Muscomorpha). Pur non essendo la più numerosa fra gli Empidoidea è storicamente la più rappresentativa. Come altri Brachiceri inferiori, in particolare nell'ambito della superfamiglia, molti Empididi sono predatori anche allo stadio adulto, ma l'aspetto più interessante è di carattere etologico e consiste nella singolare forma di corteggiamento in occasione dell'accoppiamento.

## Descrizione

### Adulti
Gli adulti hanno corpo di dimensioni variabili, da 2 a 12 mm, in genere con livree scure, a volte più chiare, di colore giallastro o brunastro e prive di riflessi metallici. La costituzione è sostanzialmente esile, ma la conformazione del torace può anche conferire un aspetto robusto.
Il capo è dicoptico in entrambi i sessi, ma in alcuni generi, fra cui Empis, che comprende un quarto delle specie, è oloptico nei maschi. L'antenne di tipo aristato, con scapo è setoloso, leggermente più lungo del pedicello o decisamente più lungo (Empis) e arista generalmente biarticolata, inserita all'apice del terzo antennomero. L'apparato boccale è di tipo pungente-succhiante, in genere diritto e ben sviluppato in lunghezza. Il labbro superiore è diritto e acuto, generalmente provvisto, sulla faccia ventrale dell'apice, di denti taglienti (lame epifaringeali). Le mascelle hanno lacinie stilettiformi, più brevi del labbro superiore, e palpi uniarticolati, diritti nei Clinocerinae e negli Heterodromiinae, marcatamente ricurvi negli Empidinae. Il labbro inferiore termina con un'espansione carnosa lobata (labella), fornita di numerose pseudotrachee.
Il torace ha un profilo rettangolare alla vista dorsale ed è caratterizzato da un prosterno largo, fuso con l'episterno. In merito alla copertura tricoidea, il laterotergite è generalmente setoloso (es. Empis) ma anche glabro (es. Hilara), il mesoscuto porta setole acrosticali distinte da quelle dorsocentrali e in genere allineate in più serie longitudinali.

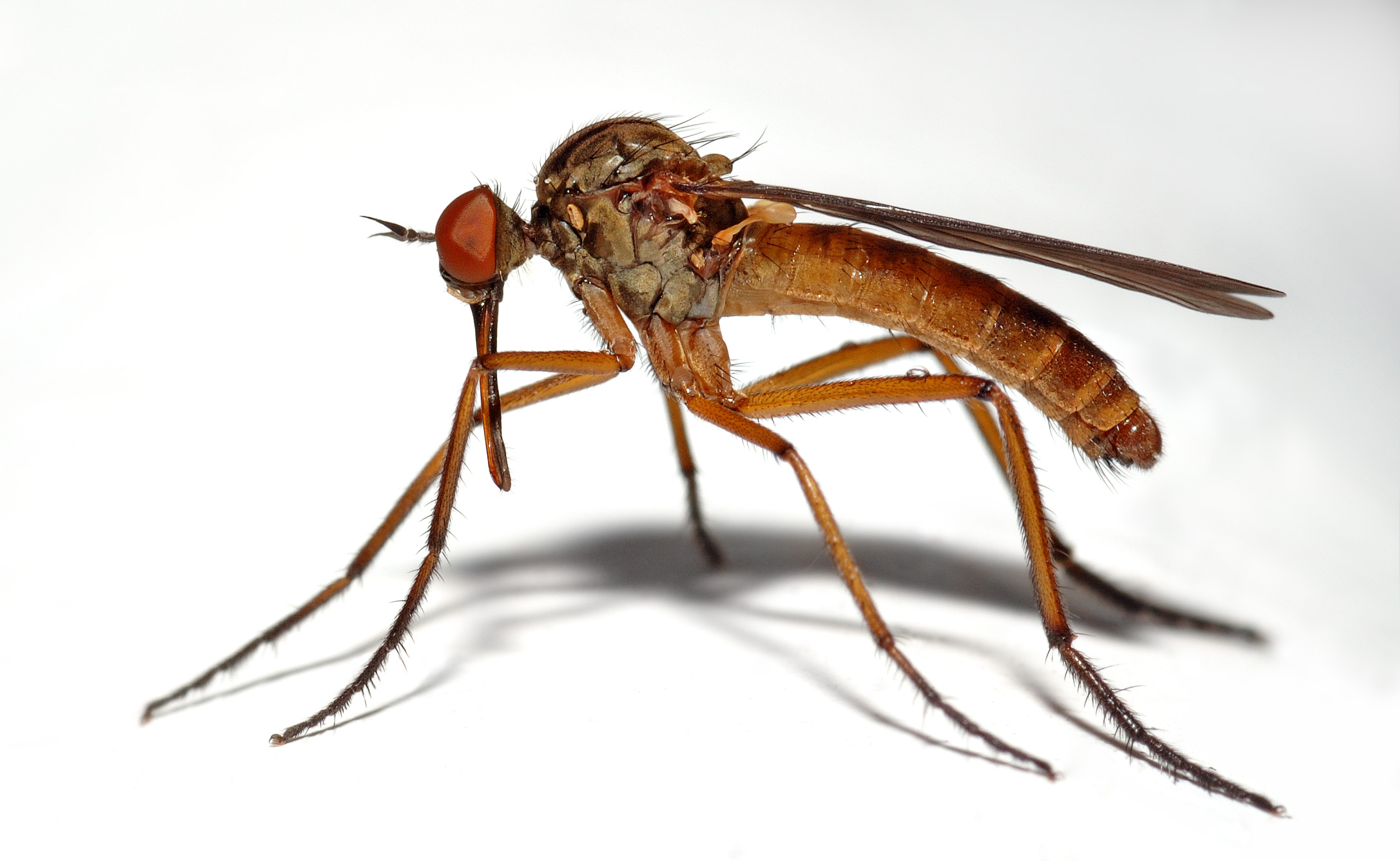
Maschio di Empis livida.

Le zampe sono relativamente lunghe e sottili, prive di adattamenti funzionali ad eccezione degli Heterodromiinae, i quali possiedono zampe anteriori di tipo raptatorio, caratterizzate dalla presenza di una fila di robuste setole sulla faccia ventrale dei femori. Femori e tibie delle zampe medie e posteriori sono spesso ingrossati. Le tibie posteriori presentano sempre un pettine di setole all'apice del lato ventrale, mentre una struttura analoga è presente all'apice del lato dorsale solo in alcuni generi (es. Hilara, Hilarempis). I maschi degli Hilarini manifestano una differenziazione morfoanatomica come carattere sessuale secondario, rappresentata da un ingrossamento dei due segmenti prossimali dei tarsi anteriori e dalla presenza di ghiandole sericipare nel primo tarsomero.
Le ali sono relativamente larghe, con base bruscamente più stretta per l'assenza o la marcata riduzione dell'alula e per il lobo anale piuttosto pronunciato. È in genere presente una robusta setola alla base del margine anteriore e uno pterostigma più o meno marcato in corrispondenza della terminazione del ramo anteriore della radio (R1).

Schema della nervatura alare ricorrente nella maggior parte dei generi.
Nervature longitudinali: C: costa; Sc: subcosta; R: radio; M: media; Cu: cubito; A: anale.
Nervature trasversali: h: omerale; r-m: radio-mediale; m-cu: medio-cubitale.
Cellule: d: discale; br: 1ª basale; bm: 2ª basale; cup: cellula cup.

La nervatura alare presenta carattere di primitività, rispetto ai Dolicopodidi, che si manifesta in particolare con la biforcazione del ramo R4+5. La costa si interrompe all'apice dell'ala, in corrispondenza della terminazione di R5, nella generalità degli Empidini, ma negli altri gruppi si estende all'intero margine. La subcosta è più o meno sviluppata e termina sulla costa oppure è incompleta (Empidini, Hemerodromiinae, vari Clinocerinae). La radio si divide in quattro rami terminali, per la presenza della biforcazione R4+5; differisce dalla nervatura dei Dolicopodidi, inoltre, per la posizione della prima biforcazione, in quanto il settore radiale trae origine da una posizione più distale rispetto alla vena omerale. La divisione di R4+5 in due brevi rami terminali è un'altra caratteristica che distingue la generalità degli Empididi dai Dolicopodidi, ma negli Empididi ricorrono anche generi nei quali R4+5 è indivisa, come negli Empidini Rhamphomyia e Edenophorus e nei Chelipodini Chelipoda e Monodromia. La media presenta sempre tre ramificazioni, per l'assenza di M3, che generalmente si diramano autonomamente dai vertici distali della cellula discale; talvolta dalla cellula discale emergono due soli rami con quello anteriore che si biforca, più distalmente, in M1 e M2. La base della cubito è relativamente breve e, dopo la confluenza della medio-cubitale, subisce una brusca deviazione, dirigendosi verso la base del lobo anale fino a confluire sull'anale; ciò fa sì che la cellula cup sia nettamente più breve della seconda basale e resti confinata alla base della regione posteriore dell'ala, come si riscontra in molti Empidoidea. Il tratto comune A1+CuA è completo e raggiunge il margine dell'ala (Empis, Hilara, Hilarempis), ma in molti generi è incompleto.
L'addome è più o meno allungato e cilindrico; quello delle femmine è telescopico in corrispondenza degli ultimi uriti gradualmente più sottili, quello dei maschi, a differenza dei Dolicopodidi, non presenta la tipica rotazione assiale dell'ipopigio, ma può essere asimmetrico e spesso è retroflesso sopra gli uriti pregenitali.

## Biologia

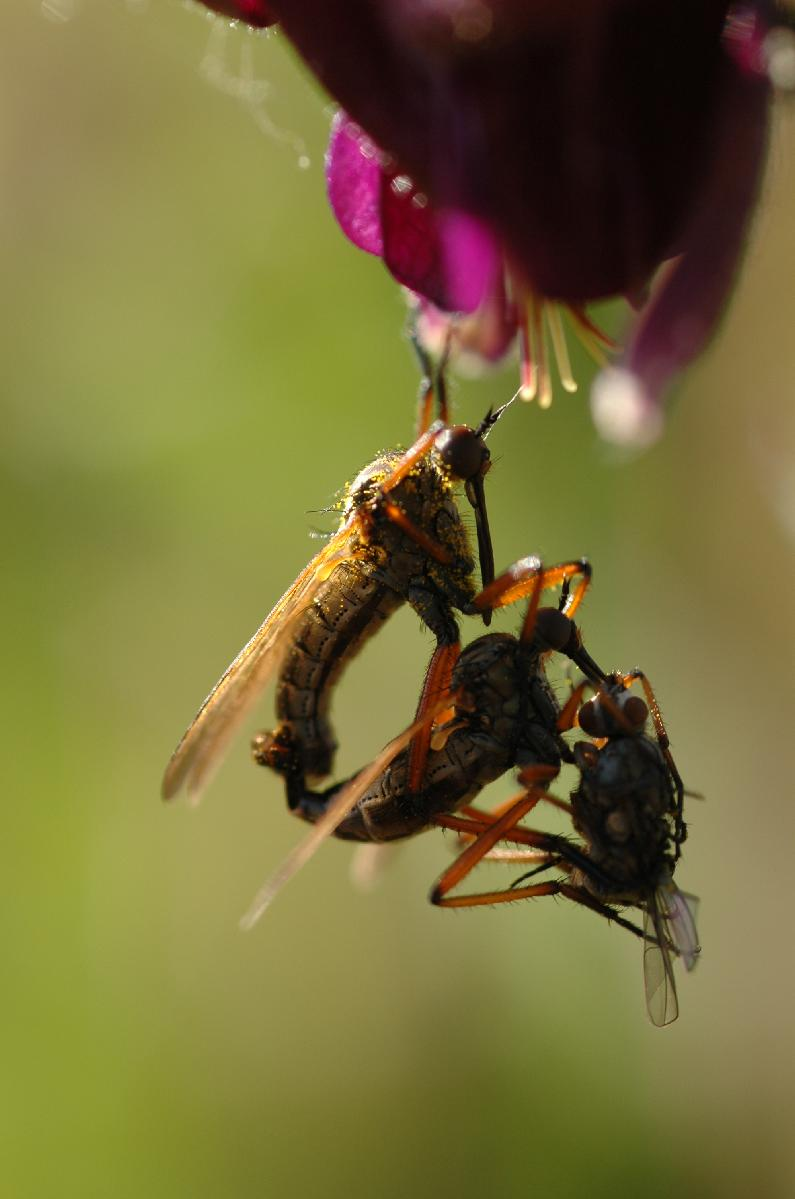
Il caratteristico accoppiamento fra gli empididi della sottofamiglia Empidinae, con la femmina che si alimenta a spese della preda offerta dal maschio.

Il comportamento trofico degli adulti è eterogeneo. Nella famiglia si annoverano, infatti, sia specie predatrici allo stadio adulto sia specie a regime dietetico misto, zoofaghe e glicifaghe, frequenti fra gli Empidinae. In questo grande gruppo l'attività predatoria è in genere strettamente associata alla riproduzione e riguarda in particolare i maschi: negli Empidinae, infatti, il maschio è solito catturare una preda e offrirla come dono nuziale alla femmina, che si alimenta nel corso dell'accoppiamento.
Il comportamento sessuale degli Empididae è un aspetto che ha spesso interessato i naturalisti, ed è perciò largamente documentato, per alcune peculiarità relative alla fase del corteggiamento. Molti empididi formano sciami nuziali, nel corso dei quali il maschio cattura la femmina in volo. Questo comportamento, ricorrente in molti ditteri, è associato alla funzionalità della vista e in genere si manifesta morfologicamente con la presenza del capo oloptico nei maschi. Il genere più rappresentativo, Empis, presenta questa associazione morfologica-etologica, ma negli altri generi si riscontra anche l'assenza del carattere morfologico oppure l'assenza di entrambi i caratteri, sia il capo oloptico sia la formazione di sciami nuziali (es. la generalità dei Clinocerinae e degli Hemerodromiinae).
L'altro aspetto fondamentale dell'etologia, sempre associato al corteggiamento, è l'offerta di un dono nuziale prima dell'accoppiamento: nella generalità degli Empidinae, il maschio è solito catturare una preda che sarà consumata dalla femmina nel corso dell'accoppiamento. Questo fa sì che durante gli accoppiamenti di molti empididi si osservano grovigli, spesso aggrappati a steli, rametti o foglie, formati da tre insetti, di cui uno è la preda a spese della quale si alimenta la femmina. Dato il regime dietetico misto, glicifago e zoofago, la funzione sessuale della carnivoria fa sì che l'attività predatoria degli Empidinae sia svolta generalmente dai maschi. Fra le prede ricorrono spesso altri ditteri formanti sciami danzanti. Le modalità con cui avviene l'offerta del dono nuziale cambiano secondo la specie o il genere. La preda è spesso offerta così com'è, in altri casi viene invece avvolta preventivamente in una palla di seta di consistenza schiumosa. Singolare è anche l'offerta di un ammasso di seta vuoto, privo di prede. Il significato biologico di questo comportamento non è del tutto chiarito, ma si ritiene che l'offerta di una preda abbia lo scopo di distrarre la femmina e di prevenire una reazione raptatoria nei confronti del maschio durante l'accoppiamento.
Le larve sono acquatiche o terrestri, in quest'ultimo caso associate a microambienti umidi come le lettiere, il legno in decomposizione, i suoli umidi, ecc. La loro biologia non è molto nota; rispetto alle larve di altri brachiceri inferiori, quelle degli Empididi sono meno aggressive, tuttavia si ritiene che svolgano un'attività predatoria nei confronti di altri invertebrati che popolano il loro habitat o che la zoofagia sia solo uno degli aspetti di una sostanziale onnivoria.

## Sistematica

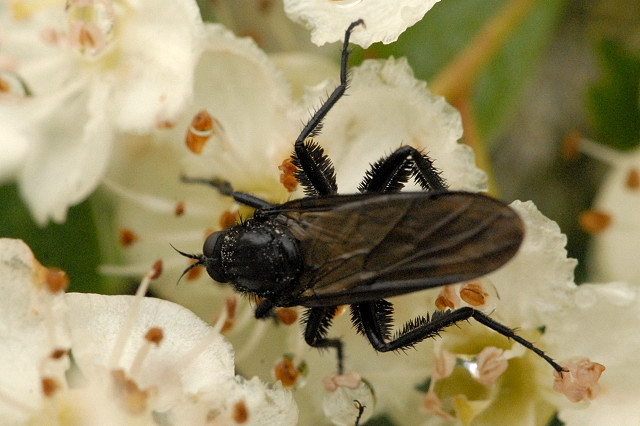
Empis sp.

Storicamente, gli Empididi sono stati inclusi nel raggruppamento artificiale degli Orthorrhapha, sulla base dei principali caratteri che contraddistinguono i Brachiceri inferiori dai Cyclorrhapha. Attualmente, la famiglia è inserita nella superfamiglia Empidoidea e inclusa, secondo gli schemi di classificazione, nell'infraordine degli Asilomorpha o in quello dei Muscomorpha sensu lato. L'inquadramento tassonomico su base filogenetica fu definito da quando si accertò la natura parafiletica degli Orthorrhapha.
Fino all'inizio degli anni ottanta, gli Empididi erano trattati come una grande famiglia affine a quella dei Dolichopodidae, ma nel corso di questi decenni è stato accertato che gli Empididae sensu lato sono un gruppo parafiletico se messo in relazione con i Dolichopodidae. Ciò ha portato a significative revisioni che rendono ancora oggi incerta e controversa la composizione della famiglia. La prima significativa revisione fu sviluppata da Chvála (1983), il quale ha scorporato gli Empididae sensu lato in quattro famiglie: Atelestidae, Microphoridae, Hybotidae e Empididae sensu stricto. Sinclair & Cumming (2000) misero in evidenza la necessità di ulteriori rivisitazioni della sistematica degli Empidoidea, soprattutto alla luce dell'ancora incerta monofilia degli Empididi; raccogliendo gli orientamenti di altri Autori, nel 2006 hanno formalizzato una nuova revisione integrando l'originario schema di Chvála modificandone in parte la composizione o l'inquadramento delle famiglie. In particolare, gli Autori hanno spostato altri taxa dalla famiglia degli Empididae comprendendoli in quelle già definite da Chvála, come ad esempio il genere Nemedina, inserito fra gli Atelestidae, o le sottofamiglie Trichopezinae, Ceratomerinae e Brachystomatinae, inserite nella nuova famiglia Brachystomatidae. Alcuni generi storicamente inclusi fra gli Empididae restano infine di incerta collocazione e Sinclair & Cumming li separano senza tuttavia inquadrarli tassonomicamente se non come incertae sedis nell'ambito della superfamiglia.

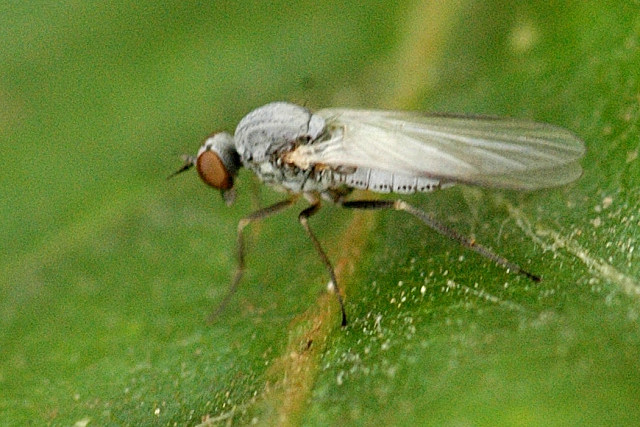
Hilara sp.

Sugli scorpori proposti c'è in parte un ampio consenso, ma sussistono ancora troppe discordanze. In generale gode di un largo supporto la revisione di Chvála, perciò si tende ormai a considerare distinte le famiglie Atelestidae e Hybotidae. Largo consenso c'è anche sullo scorporo dei Microphoridae sensu Chvála, per quanto sia ancora incerta la collocazione di questo taxon. Marcate divergenze esistono invece in merito allo scorporo dei Brachystomatidae sensu Sinclair & Cumming, perciò i generi di queste famiglie sono spesso inclusi fra gli Empididae secondo la tradizionale collocazione. Va tuttavia detto che, anche supportando la sola revisione di Chvála, è opinione diffusa che la famiglia sia un gruppo parafiletico e necessiti di un riordino alla luce delle acquisizioni in materia di filogenesi, ancora in corso di sviluppo. La classificazione degli Empididae conserva perciò al momento un carattere di provvisorietà e incertezza.
La suddivisione interna della famiglia degli Empididae, secondo la revisione di Sinclair & Cumming, è la seguente:
- Sottofamiglia Clinocerinae. Comprende 345 specie ripartite fra 14 generi, di cui i più rappresentativi sono Clinocera e Wiedemannia. Non è contemplata la suddivisione in tribù: 
  - Aclinocera, una specie.
  - Afroclinocera, due specie.
  - Asymphyloptera, due specie.
  - Bergenstammia, sette specie.
  - Clinocera, 115 specie. Vi sono compresi anche i sottogeneri Kowarzia e Phaeobalia, che Sinclair & Cumming indicano come generi distinti[9].
  - Dolichocephala, 36 specie.
  - Hypenella, tre specie.
  - Oreothalia, cinque specie.
  - Proagomyia, una specie.
  - Proclinopyga, 12 specie.

- - Rhyacodromia, una specie.
  - Roederiodes, 21 specie.
  - Trichoclinocera, 30 specie.

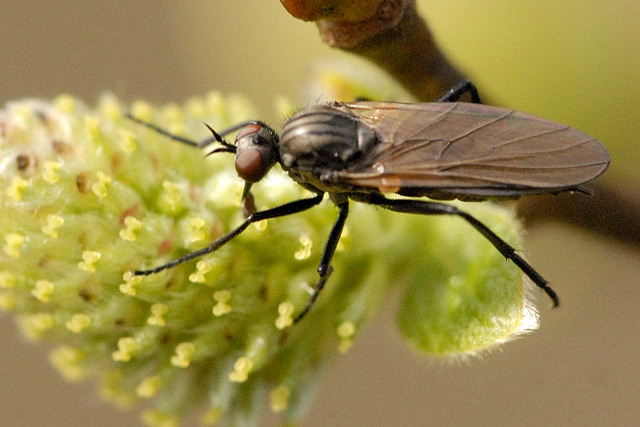
Rhamphomyia sp.

  - Wiedemannia, 109 specie. Vi è compreso anche il sottogenere Clinocerella, che Sinclair & Cumming indicano come genere distinto[10].
- Sottofamiglia Empidinae. È il raggruppamento più vasto, comprendente circa 2100 specie ripartite fra 28 generi. Sinclair & Cumming suddividono questo gruppo in due tribù, gli Empidini, con 1522 specie, in gran parte appartenenti ai generi Empis e Ramphomyia, e gli Hilarini, con 678 specie, in gran parte appartenenti ai generi Hilara e Hilarempis. L'albero sistematico proposto da Sinclair & Cumming è il seguente:
  - Tribù Empidini. Generi:
    - Clinorhampha, tre specie.
    - Edenophorus, sette specie. La collocazione di questo genere fra gli Empidini, secondo Sinclair & Cumming, ha carattere di provvisorietà, in quanto non ci sarebbero ancora sufficienti elementi a supporto.
    - Empidadelpha, tre specie.
    - Empis, 804 specie.
    - Hystrichonotus, una specie.
    - Lamprempis, 22 specie.
    - Macrostomus, 36 specie.
    - Opeatocerata, 4 specie.
    - Porphyrochroa, 25 specie.
    - Ramphella, una specie.
    - Rhamphomyia, 607 specie.
    - Sphicosa, nove specie.

  - Tribù Hilarini. Generi: 
    - Afroempis, una specie.
    - Allochrotus, una specie.
    - Amictoides, una specie.
    - Aplomera, 17 specie.
    - Atrichopleura, 26 specie.
    - Bandella, nove specie.
    - Cunomyia, una specie.
    - Deuteragonista, otto specie.
    - Gynatoma, sei specie.
    - Hilara, 467 specie.
    - Hilarempis, 108 specie.
    - Hilarigona, 25 specie
    - Hybomyia, una specie.
    - Pasitrichotus, una specie.
    - Thinempis, cinque specie.
    - Trichohilara, una specie.
- Sottofamiglia Hemerodromiinae. Comprende 404 specie ripartite fra 14 generi. È suddivisa in due tribù, Chelipodini, con 132 specie, in buona parte comprese nel genere Chelipoda, e Hemerodromiini, con 272 specie, di cui la maggior parte è compresa nei generi Hemerodromia e Chelifera.
  - Tribù Chelipodini. Comprende i generi 
    - Afrodromia, 13 specie.
    - Chelipoda, 82 specie.
    - Chelipodozus, nove specie.
    - Drymodromia, 16 specie.
    - Monodromia, una specie.
    - Phyllodromia, dieci specie
    - Ptilophyllodromia, una specie.

  - Tribù Hemerodromiini. Comprende i generi 
    - Chelifera, 84 specie.
    - Cladodromia, 23 specie.
    - Colabris, due specie.
    - Doliodromia, una specie.
    - Hemerodromia, 134 specie.
    - Metachela, quattro specie.
    - Neoplasta, 24 specie.
- Incertae sedis. È un insieme di 36 specie raggruppate in dieci generi, che Sinclair & Cumming riuniscono in gruppi di affinità morfologica ed etologica all'interno del clade Empididae, ma che non trovano una precisa sistemazione tassonomica nello schema:
  - Brochella, una specie.
  - Dipsomyia, una specie.
  - Dryodromia, una specie.
  - Hesperempis, tre specie.
  - Hormopeza, 12 specie.
  - Hydropeza, otto specie.
  - Philetus, due specie.
  - Ragas, sei specie.
  - Toreus, una specie.
  - Zanclotus, due specie.

Pur essendo citato in letteratura, lo stato del genere Toreus è ambiguo. Il genere fu definito da Melander (1906) con la descrizione della specie neartica Empis neomexicanus Melander, 1902. Sinclair & Cumming segnalano il genere come correlato a Hesperempis e con distribuzione neartica, ma non riportano informazioni sulle specie comprese. Il catalogo online Nearctica cita la specie Toreus neomexicana Melander, 1902, facendo evidente riferimento alla originaria determinazione di Melander. Il BDWD segnala tuttavia la specie Empis neomexicanus come sinonimo non valido di Hilara neomexicanus e molti cataloghi citano il genere Toreus senza attribuirne alcuna specie. È presumibile, perciò, che il genere Toreus, secondo le fonti, sia formalmente citato ma senza comprendervi alcuna specie oppure facendo riferimento al Toreus neomexicanus, la cui posizione sistematica (e il conseguente nome) è controversa.
Nell'ambito dell'insieme incertae sedis si individuano delle correlazioni che definiscono un'affinità morfologica ed etologica. Sinclair & Cumming riuniscono pertanto nel gruppo Ragas i generi Dipsomyia, Hormopeza, Hydropeza, Ragas e Zanclotus e nel gruppo Hesperempis i generi Dryodromia, Hesperempis e Toreus.
Come si può osservare, la famiglia sensu Sinclair & Cumming comprende circa 3000 specie di cui quasi due terzi fanno capo ai vasti generi Empis, Rhamphomyia e Hilara.

## Evoluzione
La famiglia degli Empididi è abbondantemente rappresentata nei reperti fossili del Cenozoico, ma l'origine della famiglia risale indubbiamente al Cretaceo, per quanto i ritrovamenti datati a questo periodo siano più rari e meno documentati.

## Distribuzione
La famiglia ha un'ampia diffusione ed è largamente rappresentata in tutte le regioni zoogeografiche del pianeta ad esclusione dell'Antartide. La maggiore frequenza si ha tuttavia nelle regioni temperate dell'emisfero boreale.
In Europa sono segnalate oltre 750 specie distribuite fra 17 generi: Bergenstammia, Clinocera, Dolichocephala, Roederiodes, Trichoclinocera e Wiedemannia per la sottofamiglia dei Clinocerinae, Empis, Hilara e Rhamphomyia per la sottofamiglia degli Empidinae, Chelifera, Chelipoda, Hemerodromia, Metachela e Phyllodromia per la sottofamiglia degli Hemerodromiinae e, infine, i generi incertae sedis Dryodromia, Hormopeza e Ragas. Il catalogo di Fauna Europaea segue lo schema tassonomico di Chvála, perciò annovera nella famiglia anche i Brachystomatidae sensu Sinclair & Cumming e alcuni generi classificati dagli stessi autori come Empidoidea incertae sedis (Anthepiscopus, Iteaphila, Oreogeton). Lo stesso catalogo, inoltre, diverge dal BioSystematic Database of World Diptera per quanto concerne sia le sinonimie sia la posizione di alcuni sottogeneri di Clinocera e Wiedemannia, trattati come generi distinti (Kowarzia, Phaeobalia e Clinocerella).
Oltre il 70% delle specie europee fanno capo ai generi Empis (oltre 200 specie), Rhamphomyia (circa 180 specie) e Hilara (circa 175 specie). Altri generi ampiamente rappresentati sono Wiedemannia (70 specie), Clinocera (49 specie) e Chelifera (30 specie).
In Italia sono presenti tutti i generi europei ad eccezione di Trichoclinocera, Hormopeza e Ragas, per un totale di circa 250 specie. I generi più ricchi sono Empis, Rhamphomyia, Hilara, Wiedemannia e Clinocera.
In merito al genere Ragas, le fonti riportano informazioni confuse e in parte contraddittorie relative all'unica specie europea Ragas unica. La presenza di R. unica, con questa denominazione, è citata sia dal catalogo Fauna Europaea sia dal BDWD. Il BDWD, tuttavia, cita anche l'esistenza di una sinonimia errata (rank synonym) relativa alla specie Rhagas unica: questa denominazione, secondo il BDWD, è invalidata perché fa riferimento ad una correzione ingiustificata da parte di Agassiz (1846), per cui il nome Rhagas Agassiz, 1846, è un sinonimo errato di Ragas; lo stesso BDWD segnala tuttavia il nome Rhagas unica Walker, 1837, come sinonimo errato di Oreogeton unica (Walker, 1837), riportando una presunta contraddizione con altre schede, citate in precedenza, della stessa banca dati.